# Ferrovia Rimini-San Marino

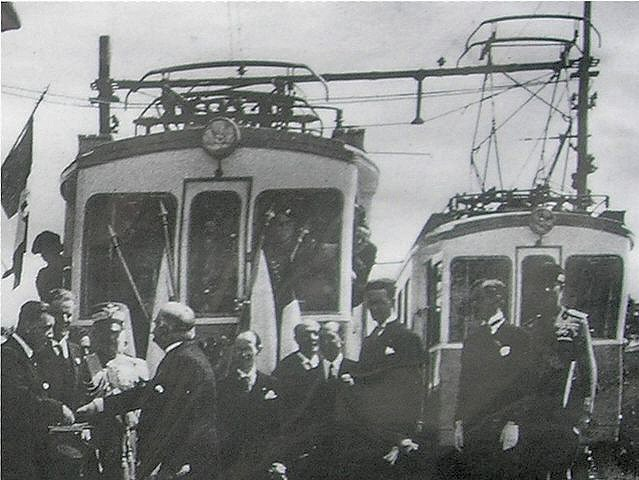
Cerimonia italo-sammarinese di apertura della ferrovia

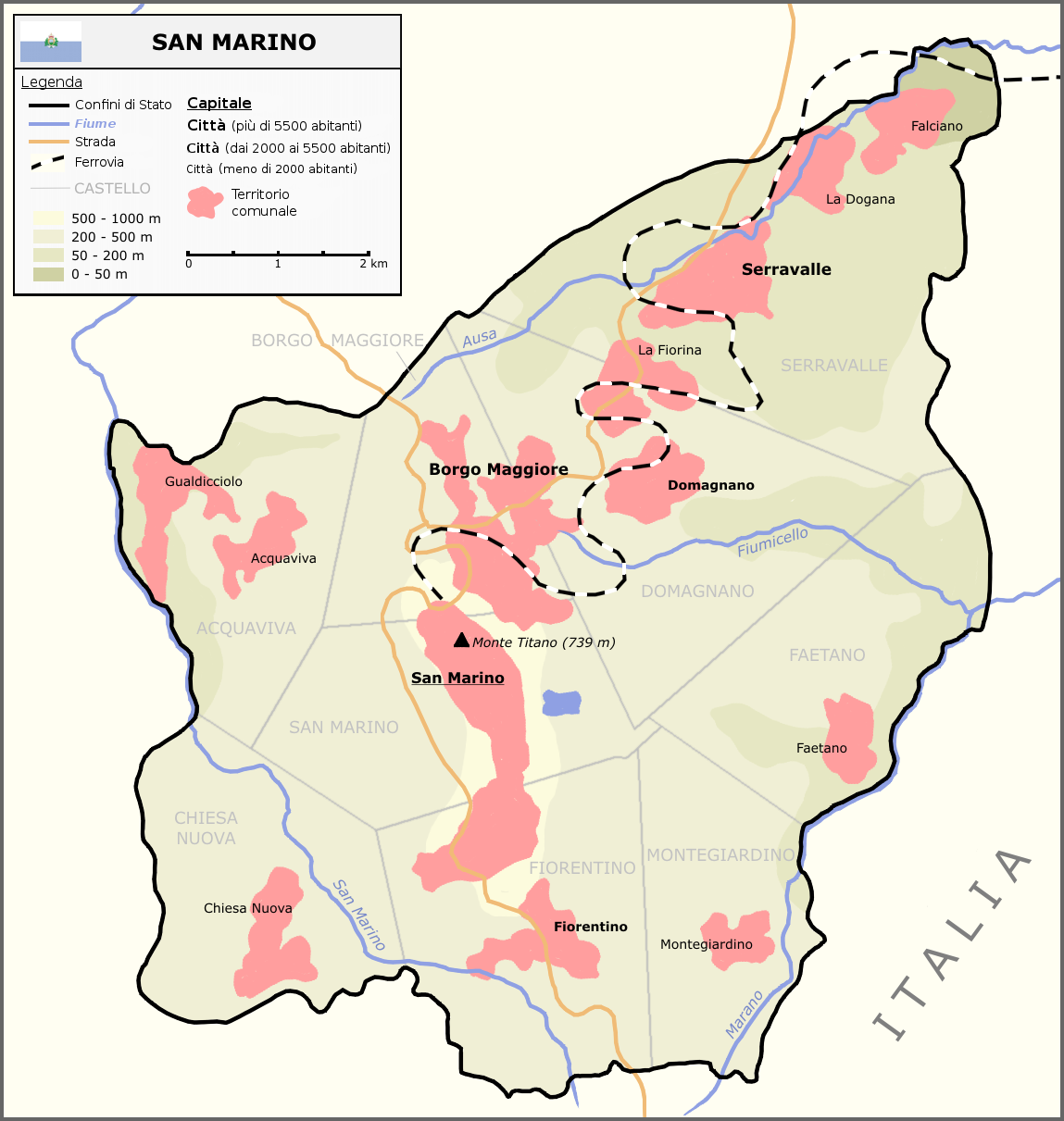
Mappa del tracciato

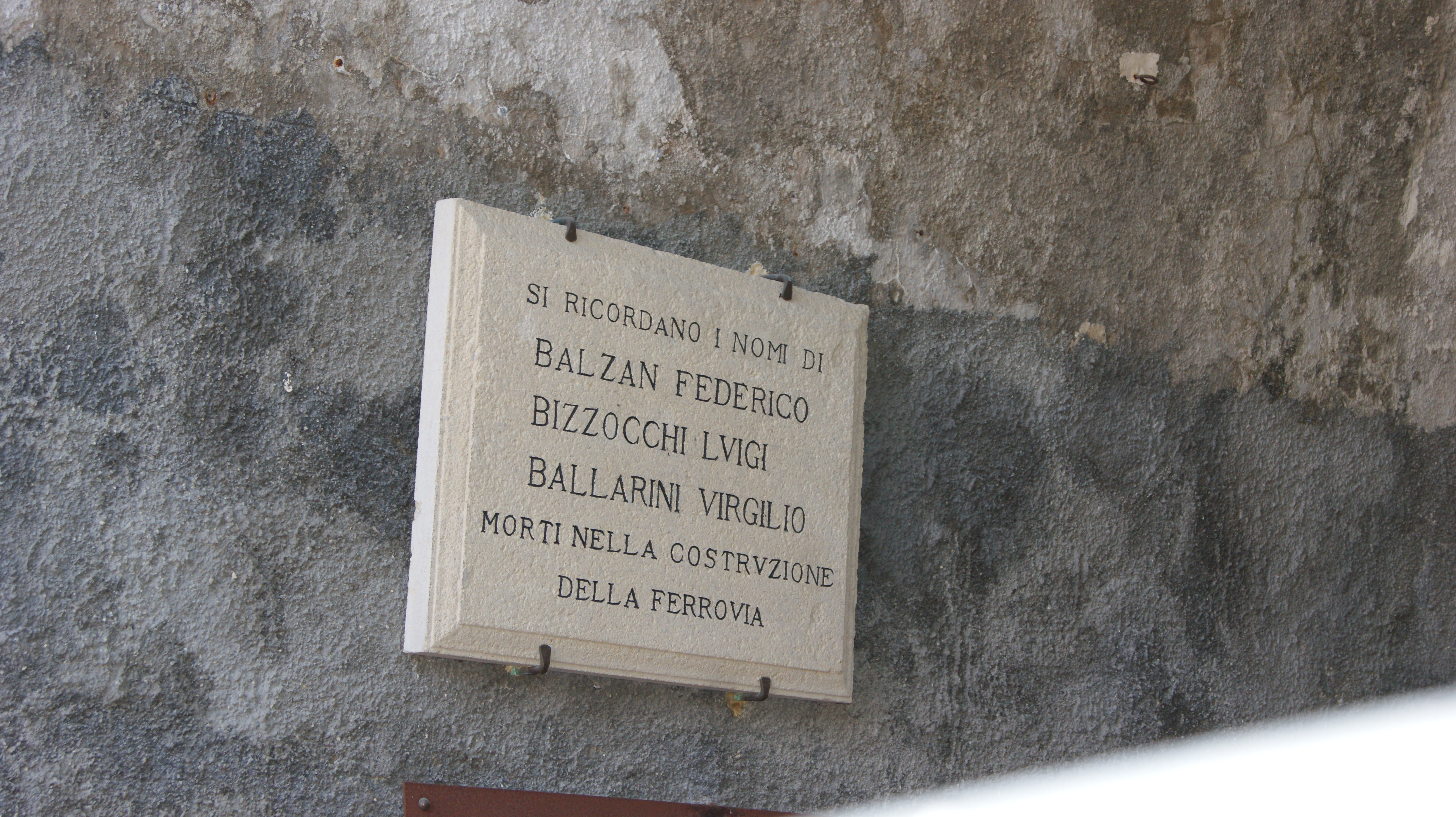
Targa in ricordo dei caduti nella costruzione dell'opera all'inizio della galleria Montale

La ferrovia Rimini-San Marino è stata una linea ferroviaria internazionale a scartamento ridotto che ha collegato Rimini alla città di San Marino tra il 1932 e il 1944. Da allora la Repubblica di San Marino non ha più alcun collegamento ferroviario diretto con l'Italia: la stazione ferroviaria di riferimento è la stazione di Rimini, sulla ferrovia Bologna-Ancona.
Il 3 dicembre 2022 il tratto di linea ripristinato nel 2012, interamente ricompreso in territorio sammarinese, è stato riattivato ad uso turistico.

## Storia
La costruzione della linea fu completamente finanziata con capitali pubblici italiani dal governo fascista di Benito Mussolini dopo che il Segretario di Stato per gli Affari Esteri, il conte Giuliano Gozi, stipulò, il 26 marzo 1927, una convenzione italo sammarinese di esercizio fra i due Stati. La costruzione e l'esercizio furono affidati alla Società Veneto-Emiliana di Ferrovie e Tramvie (SVEFT) con regio decreto 26 novembre, n. 3092, poi convertito con la legge 8 luglio 1929, n. 1229.
I lavori per la sua costruzione iniziarono il 3 dicembre 1928 e terminarono soltanto tre anni dopo con la presenza di 3 000 operai. La ferrovia fu inaugurata il 12 giugno 1932 dal Ministro delle comunicazioni italiano Costanzo Ciano.
La ferrovia elettrica fu danneggiata in parte dal bombardamento di San Marino del 26 giugno 1944 e dal 4 luglio dello stesso anno non effettuò più servizio regolare.
L'ultima corsa avvenne nella notte tra i giorni 11 e 12 luglio 1944. Il treno era trainato dall'elettromotrice AB 04 ed era composto da due carrozze: la B 71, di terza classe, e l'AB 51, di prima e di terza classe. Nei pressi della galleria Cà Vir è visibile la carrozza di III classe B 71, in stato di abbandono.

### Tentativi di recupero e ripristino
Molte furono le richieste di ripristino da parte della comunità, ma l'indecisione delle amministrazioni competenti negli anni cinquanta e sessanta nel riattivare l'opera portò a un nulla di fatto, sebbene i lavori di riattivazione sarebbero stati circoscritti ad alcuni fabbricati e a pochi chilometri di linea, con costi sostanzialmente limitati. Il tratto italiano fu completamente smantellato tra il 1958 e il 1960.
La linea ferroviaria risulta, presso gli organi competenti, come esercizio sospeso a causa del secondo conflitto mondiale e non come ferrovia dismessa. Pertanto questo ha permesso di mantenere, per quanto possibile, il tracciato ancora visibile dopo oltre sessant'anni, sebbene l'urbanizzazione indiscriminata degli anni del boom abbia inglobato parte di essa. In alcuni punti del tracciato sono ancora visibili i binari, mentre il rilevato dal parco Lajala di Serravalle fino a Domagnano è stato riutilizzato da una pista ciclopedonale.
Nel 2012 a San Marino fu ripristinato un tratto di circa 800 m, comprendente la galleria Montale e due parti di linea a monte e a valle della stessa, in modo da permettere lo svolgimento di un servizio turistico e promozionale. La catenaria fu rimessa in funzione con tensione ridotta di 480 volt in corrente continua; in questo modo il 21 luglio fu possibile presentare al pubblico la motrice AB 03, restaurata e resa funzionante nei mesi precedenti, che percorse il nuovo tratto rinnovato. In tale sede, il Governo della Repubblica sammarinese, nello specifico l'allora Segretario di Stato per il Territorio, Gian Carlo Venturini, si impegnò al ripristino del tratto ferroviario fino a Borgo Maggiore, nei pressi della stazione di valle della funivia. Il recupero della linea e della motrice fu effettuato da aziende romane e dai tecnici e dalle maestranze dell'Azienda autonoma di Stato per i lavori pubblici di San Marino.

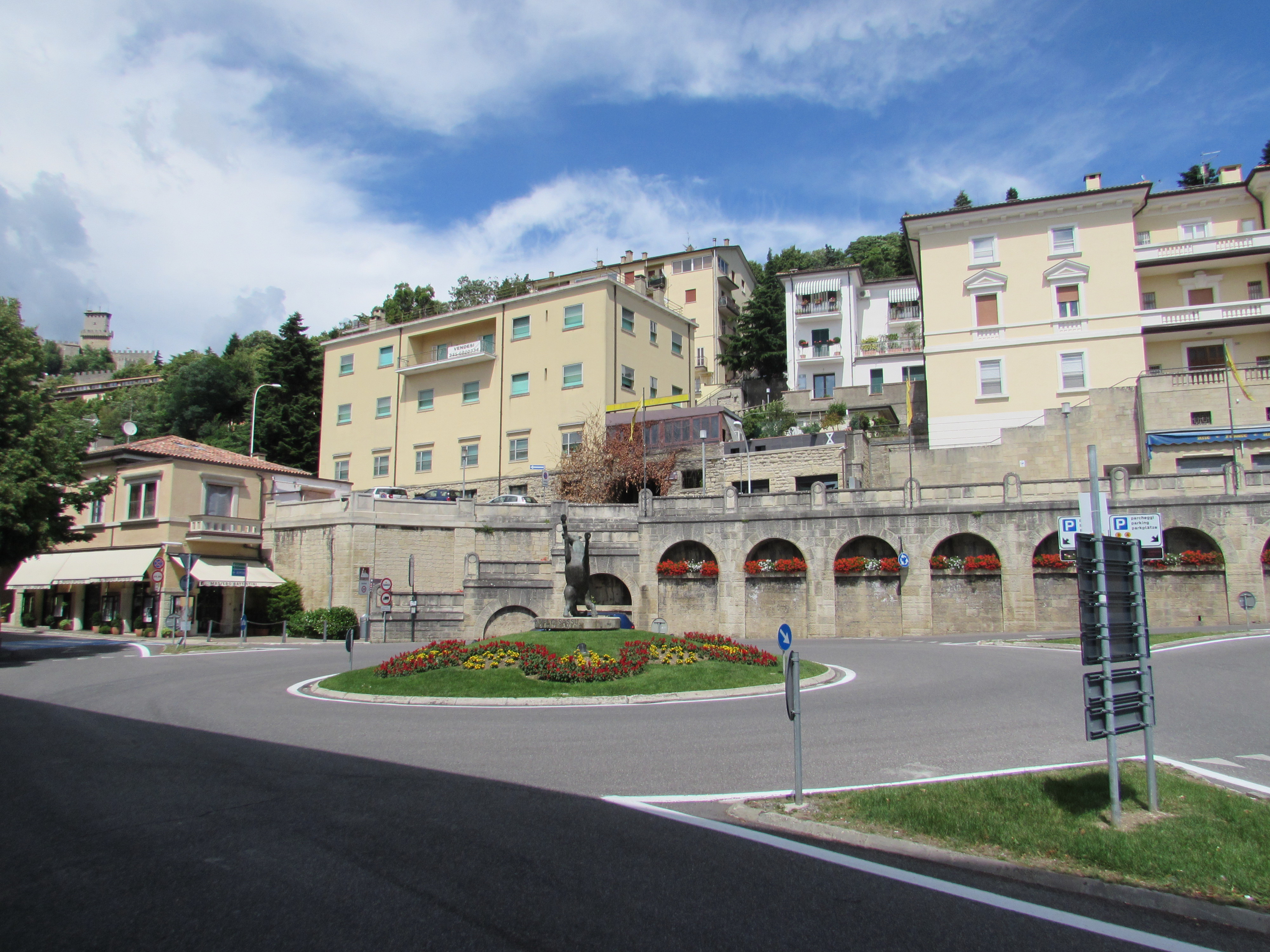
Piazzale della Stazione a Città di San Marino, dove si trovava la vecchia stazione prima di essere smantellata

Nel settembre 2022 fu avviato l'iter per la stesura del progetto preliminare per il recupero del tratto Borgo Maggiore-San Marino Città. Iter che successivamente però si è fermato.

## Caratteristiche
| Unknown route-map component "vCONTg" |

| Unknown route-map component "vKBHFxe-BHF" |

| Unknown route-map component "evSTR" |

| Unknown route-map component "vexBHF-STR" |

|  | Unknown route-map component "evSHI1l-STRl" | Unknown route-map component "CONTfq" |

| Unknown route-map component "exBUE" |

| Unknown route-map component "exSKRZ-Mu" |

| Unknown route-map component "exBHF" |

| Transverse water + Unknown route-map component "GRZq" | Unknown route-map component "exhKRZWae" + Unknown route-map component "GRZq" + Unknown route-map component "lGRENZE" | Transverse water + Unknown route-map component "GRZq" |

| Unknown route-map component "exBHF" |

| Unknown route-map component "exbWBRÜCKE1" |

| Unknown route-map component "exbWBRÜCKE1" |

| Unknown route-map component "extSTR+l" | Unknown route-map component "extSTR2+r" | Unknown route-map component "extSTR3a" |  |  |

| Unknown route-map component "extSTRl" | Unknown route-map component "extSTRr+1" | Unknown route-map component "extSTR+4e" |  |  |

| Unknown route-map component "extSTRa@g" |

| Unknown route-map component "extSTRe" |

| Unknown route-map component "exBHF" |

| Unknown route-map component "extSTRa@g" |

| Unknown route-map component "extSTRe" |

| Unknown route-map component "extSTRa@g" |

| Unknown route-map component "extSTRe" |

| Unknown route-map component "extSTRa@g" |

| Unknown route-map component "extSTRe" |

| Unknown route-map component "exSKRZ-Bo" |

| Unknown route-map component "exhSTRae" |

| Unknown route-map component "extSTRa@g" |

| Unknown route-map component "extSTRe" |

| Unknown route-map component "exBHF" |

| Unknown route-map component "extSTRa@g" |

| Unknown route-map component "extSTRe" |

| Unknown route-map component "extSTRa@g" |

| Unknown route-map component "extSTRe" |

| Unknown route-map component "exBHF" |

| Unknown route-map component "exhSTRae" |

| Unknown route-map component "extSTRa@g" |

| Unknown route-map component "extSTRe" |

| Unknown route-map component "extSTRa@g" |

| Unknown route-map component "extSTRe" |

| Unknown route-map component "extSTRa@g" |

| Unknown route-map component "extSTRe" |

| Unknown route-map component "extSTRa@g" |

| Unknown route-map component "extSTRe" |

| Unknown route-map component "exBHF" |

| Unknown route-map component "exhSTRae" |

| Unknown route-map component "extSTRa@g" |

| Unknown route-map component "extSTRe" |

| Unknown route-map component "extSTRa@g" |

| Unknown route-map component "extSTRe" |

|  |  | Unknown route-map component "extSTR2a" | Unknown route-map component "extSTR3+l" | Unknown route-map component "extSTR+r" |

|  |  | Unknown route-map component "extSTR+1e" | Unknown route-map component "extSTRl+4" | Unknown route-map component "extSTRr" |

| Unknown route-map component "extSTRa" |

| Unknown route-map component "extSTRe" |

| Unknown route-map component "ENDExa" |

| Unknown route-map component "tSTRa@g" |

| Unknown route-map component "tSTRe" |

| Unknown route-map component "ENDExe" |

| Unknown route-map component "exKBHFe" |

Lunga circa 32 km, di cui 19,810 in territorio sammarinese e i restanti 12,230 in territorio italiano, la linea ferroviaria fu costruita a scartamento ridotto da 950 mm. L'esercizio venne attivato a trazione elettrica a 3000 V in corrente continua.
Per la costruzione vennero scavate diciassette gallerie, di cui due elicoidali. Furono costruiti anche tre ponti, tre viadotti, un cavalcavia e un sottopasso; veniva considerata un gioiello dell'ingegneria civile dell'epoca. Per percorrere tutto il suo percorso, con le relative fermate da Rimini a Città di San Marino, quest'ultima situata a 643 metri sul livello del mare, il treno impiegava circa 53 minuti.

### Percorso

#### Stazione di Rimini Stato
La linea partiva dal binario 1 est della stazione di Rimini per proseguire oltre le Officine Grandi Riparazioni e svoltare a destra alla fermata di Rimini Marina. I fabbricati d'epoca sono stati demoliti e il fascio binari adattato a scartamento normale.

#### Stazione di Rimini Marina
La stazione di Rimini Marina sorgeva in viale Pascoli. Si componeva di un fabbricato viaggiatori (al 2016 ancora esistente) e dell'officina manutenzione rotabili. La rimessa per le elettromotrici, a causa dei gravi danni bellici, venne abbattuta; aveva due binari tronchi. Era la stazione più grande della linea; è diventata sede di un vivaio, gestito da una cooperativa sociale.

#### Casello della "Colonnella"
Era ubicato a Rimini, a ridosso della Via Flaminia, in cui vi era un passaggio a livello, nelle vicinanze della chiesa di Santa Maria della Colonnella o "della Madonna dei fichi". Questo casello fu "promosso" al rango di fermata, a partire dal 26 novembre 1943, visti i ripetuti bombardamenti aerei alleati per opera delle fortezze anglo-americane a partire dal 1º novembre dello stesso mese. Fu anche il luogo da cui partì l'ultimo convoglio, presumibilmente la sera dell'11 luglio 1944, attestandosi a fine corsa alla stazione di Serravalle. Il casello è tuttora esistente (24 agosto 2021) e si trova a Rimini, in via Edelweiss Rodriguez Senior, nelle vicinanze della rotonda, posta sulla via Flaminia, in prossimità dell'ingresso sul retro dell'Ospedale Infermi di Rimini.

#### Ponte Confine Mellini

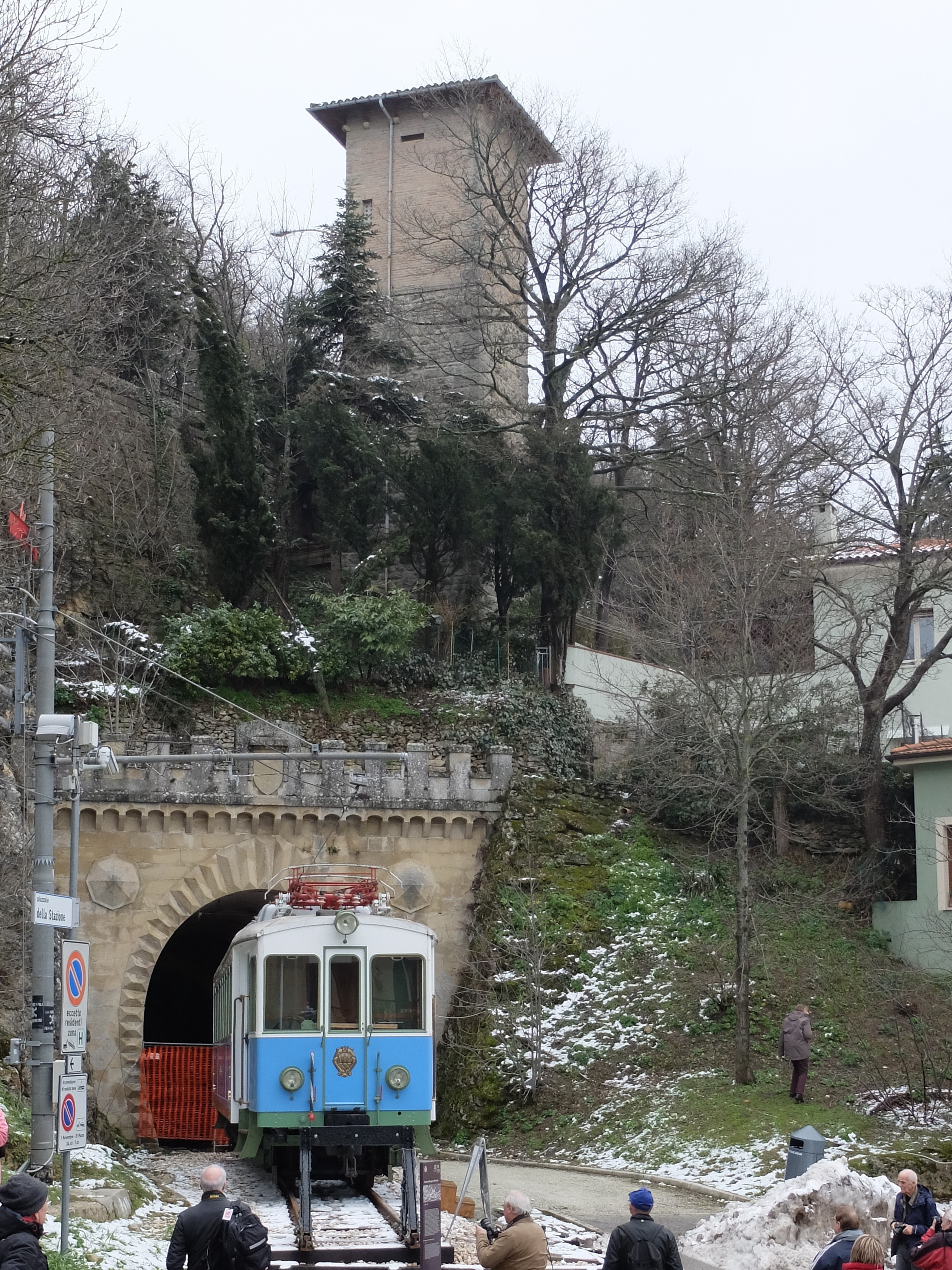
L'elettromotrice AB 03 presso il portale superiore della galleria Montale nel marzo 2018

Situato al confine tra Italia e San Marino a scavalcare il torrente Ausa, nella zona di Rovereta, fu demolito dopo la chiusura della linea.

#### Cavalcavia di Domagnano
Situato prima del viadotto a tre luci di Domagnano, fu demolito negli anni 1960 per completare l'allargamento della superstrada di San Marino.

#### Viadotto di Bustrach
Situato dopo la stazione di Borgo Maggiore e prima della galleria Borgo, posta nelle vicinanze del parcheggio, appena al di sotto dell'attuale stazione della funivia, fu smantellato negli anni 1960 per completare l'intervento di allargamento della strada consolare per San Marino.

#### Galleria Borgo e galleria Montalbo
Le gallerie sono state ripristinate ed adibite al traffico ciclopedonale tra il parcheggio della funivia ed il viale del cimitero.

## Materiale rotabile

### Elettromotrici AB 01-04

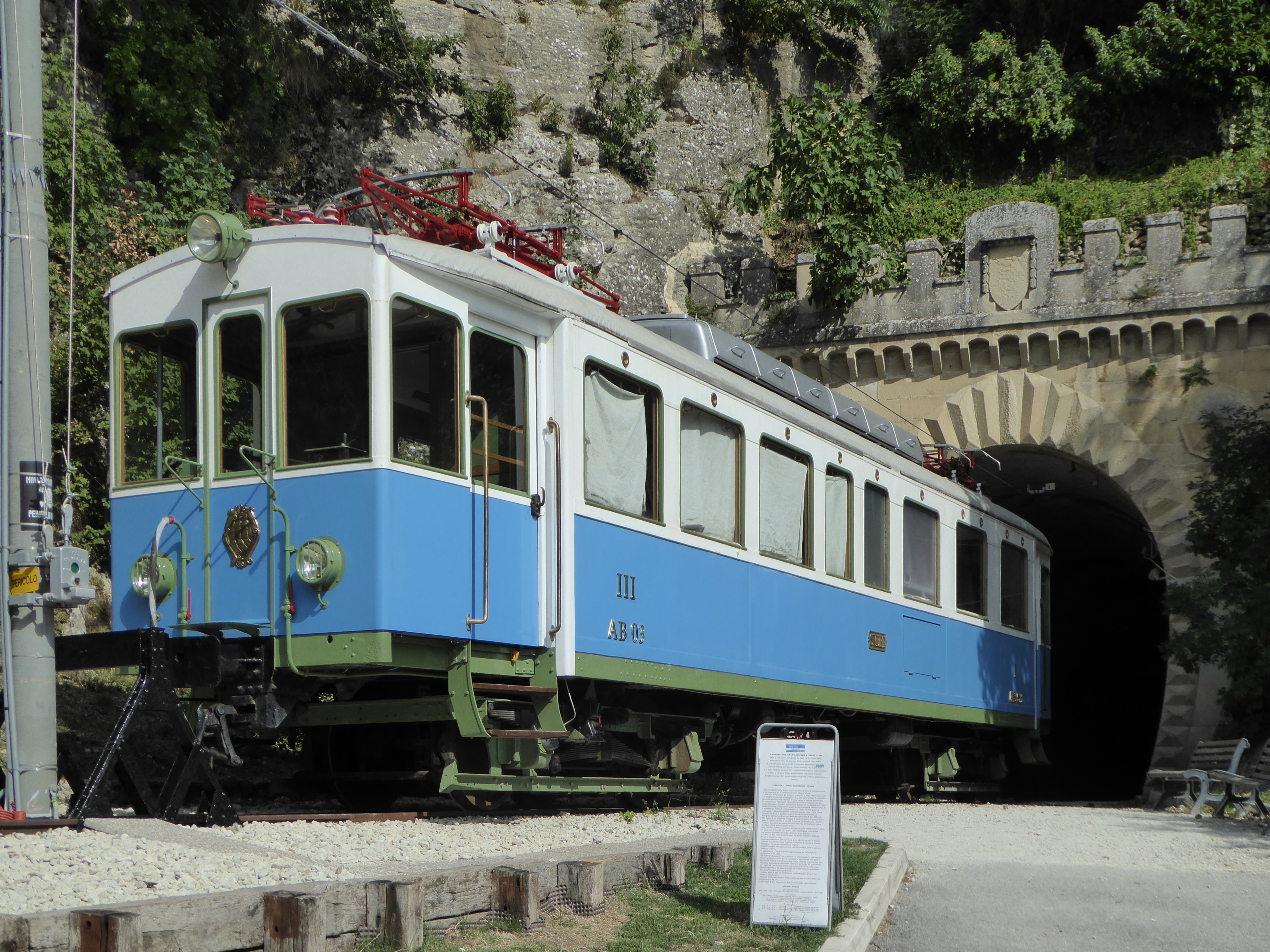
La AB 03 presso la galleria Montale (nel tratto ripristinato) a poca distanza dal capolinea nel settembre 2015

Per l'esercizio della linea vennero acquistate quattro elettromotrici realizzate da Carminati & Toselli (simili a quelle costruite per le ferrovie Domodossola-Locarno, Spoleto-Norcia, Ora-Predazzo e Pescara-Penne) con parte elettrica TIBB, dotate di scompartimenti di prima e terza classe, capaci di raggiungere i 65 km/h. L'AB 03 fu restaurata tra il 2011 e il 2012 per essere adibita a un servizio turistico sul tratto recuperato contemporaneamente a San Marino, mentre l'AB 01 si trova ancora ricoverata presso il deposito di Stato di Galavotto, in attesa di restauro.
Le elettromotrici AB 02 e AB 04 furono acquistate negli anni novanta dalla Ferrovia Genova-Casella (FGC). L'elettromotrice AB 02 fu distrutta da un incendio doloso nel 1995, all'interno della galleria Montale. La FGC recuperò carrelli e motori e demolì l'elettromotrice AB 04. Le parti utili furono impiegate sull'elettromotrice A.2 e sul locomotore B.51; quest'ultimo nel 2009 fu ceduto alla Trentino Trasporti per essere impiegato sulla ferrovia Trento-Malé-Mezzana.

### Materiale rimorchiato

#### Carrozze
- AS 81: carrozza saloncino di prima classe realizzata per i Capitani reggenti;
- AB 51: carrozza mista I/III classe. Ora collocata, a seguito di due restauri (1983, 2000) sul viadotto Fontevecchia a Valdragone;
- B 61-62: carrozze miste terza classe-bagagliaio (già BD 61-62);
- B 71-72: carrozze di terza classe.

#### Carri
- Fc 21-28: carri chiusi. L'unità 23 fu acquistata dalla FGC che la restaurò nel 2005 per adibirla al trasporto biciclette[15]. L'unità 22 è ora restaurata e collocata sul tronchino che accede alla galleria Montale.
- Lc 41-45: carri a sponde alte;
- Pc 61, 64, 65: carri a sponde basse;
- Pcb 62-63: carri a bilico.

Quasi tutto il parco rotabili, con l'eccezione di alcuni carri merci, un'elettromotrice e due carrozze, era ricoverato all'interno della galleria Montale, dal 1957. Nel 2011, su impulso dell'Associazione Trenino Bianco Azzurro, il governo sammarinese ha deciso di estrarre i rotabili da questa sede e di ricoverarli nel deposito di Stato di Galavotto mentre l'elettromotrice AB 03 è stata inviata a Roma per un restauro conservativo e funzionale.